# 名探偵コナン 絶海の探偵
『名探偵コナン 絶海の探偵』（めいたんていコナン ぜっかいのプライベート・アイ）は、2013年4月20日に公開された日本のアニメ映画で、劇場版『名探偵コナン』シリーズの17作目にあたる。上映時間は110分。興行収入は36億3000万円。読売テレビ放送開局55周年記念作品。キャッチコピーは、「それ、マズくね!?」「限界突破！ 究極のスパイミステリー」「危険すぎる緊急ミッション！ 標的は日本全土！」。

## 概説
前々作『沈黙の15分』以降総監督を務めていた山本泰一郎がアニメシリーズの監督に復帰したため、本作は静野孔文による初の単独監督作品となった。脚本はテレビドラマ『相棒』や『ATARU』を手がけた櫻井武晴が担当。櫻井がアニメ作品の脚本を担当するのは本作が初である。海上自衛隊の新鋭イージス艦を舞台に、偶然居合わせたコナンたちが巨大な陰謀に立ち向かう。劇場版でスパイミステリーをテーマにした作品は初である。なお、劇場版コナン史上初めて自衛隊が登場している。
製作には防衛省と海上自衛隊が全面協力しており、実際のあたご型護衛艦「あたご」を通常非公開のCICに至るまで取材したことで細部まで忠実な描写がなされ、EDでは「あたご」、こんごう型護衛艦「きりしま」、SH-60K哨戒ヘリコプター、舞鶴水中処分隊などが登場した。自衛艦旗である十六条旭日旗も再現されているため、劇場版シリーズで唯一韓国で展開されていない作品となった。
ゲスト声優として、『名探偵コナン』の大ファンである女優の柴咲コウがイージス艦内の女性自衛官・藤井七海役で出演。柴咲は次作『異次元の狙撃手』にて劇場版主題歌を担当した。
本作の公開と同日に放送されたテレビアニメ『名探偵コナン』の第694話「消えた老舗の和菓子」は、本作のプレストーリーとなっている。本作以降、劇場公開の直近の日にテレビアニメで劇場版のプレストーリーが放送されるようになった。
本作ではTVシリーズからの初登場キャラクターはいないが、服部平次、遠山和葉、服部平蔵、遠山銀司郎が第14作『天空の難破船』以来3年ぶりに、大滝悟郎が第10作『探偵たちの鎮魂歌』以来7年ぶりに登場。綾小路文麿が第13作『漆黒の追跡者』以来4年ぶりに登場した。一方、第1作『時計じかけの摩天楼』から前作『11人目のストライカー』まで全ての劇場版に登場していた白鳥任三郎が初めて登場しなかった。また、2015年3月7日に小川真司が死去したため、小川が演じる遠山銀司郎が登場する映画は本作が最後になり、小山武宏が演じる服部平蔵も本作が最後の登場となった。その後、劇場版第21作『から紅の恋歌』からは銀司郎役をてらそままさきが、平蔵役を山路和弘がそれぞれ担当している。
小説版は小学館のジュニア文庫（小学館ジュニアシネマ文庫）から2013年4月18日に発売された。
防衛省や海上自衛隊が物語に深く関わる性質上、映画の最後に「この作品はフィクションであり、実在の人物、団体、国家とは関係ありません。また、実際に起こった事件などを基に制作されたものでもありません。」というテロップが挿入されている。また、コナンの劇場版シリーズでは大なり小なり爆弾が爆発するシーンがあるが、本作は終始、イージス艦内が舞台のため、そういったシーンも全くなかった。
青山によるコナンを描く上でのルールの一つに「コナンは泣かない」というものがあるが、本作のクライマックスで、コナンの頬に涙のようなものが伝うシーンが描かれた。しかし柴咲コウによる「今回、泣いていますよね？」という質問に青山は「実は泣いているわけではないんです」と回答。高山みなみは同カットに対して「あれは涙ではなく、汗です！」と断言し、コナンは蘭の生命力を信じているのでまだ諦めていないという個人の見解を出している。本作で監督を務めた静野孔文も、青山との電話打ち合わせで「このカット切りましょうか？」と伺いを立てたが、青山の返答は「面白いから入れよう」だったという。このやりとりを契機に「青山先生は名探偵コナンの進化を映画に求めている」と強く感じた静野は、アニメ表現の限界に挑戦する派手なエフェクトやアクションを劇場版コナンに取り入れていく。
エピローグ後の次回作予告では、「名探偵コナン」のロゴと銃の照準が映し出され、狙撃するような映像の後、次回作の製作および公開の決定が告知された。のちに次回作は『異次元の狙撃手』であることが発表された。また、公開初日の4月20日の本編上映終了後にはルパン三世とコナンが登場するスペシャル映像が流れ、その後の舞台挨拶で『ルパン三世VS名探偵コナン THE MOVIE』の公開が発表された。

## ストーリー
ある日の早朝、京都府の舞鶴湾で巡回中の海上保安官・倉田正明は、自爆用の爆弾を積んだ1隻の不審船を発見する。
同日、舞鶴湾で海上自衛隊によるイージス護衛艦「ほたか」の体験航海が開催される。参加者の中にはコナン一行も含まれていたが、対潜戦闘訓練が終了する直前に未確認物体が艦へ接近し、艦内は物々しい空気に包まれる。航海長は訓練だと誤魔化したが、コナンは疑念を抱く。
その後、前甲板を見学するコナンは訓練中に1人で居た少年・雨宮勇気に声をかける。勇気親子と別れた直後、コナンは本来イージス艦には乗り組まない女性自衛官である藤井七海と遭遇。疑問を持ったコナンは灰原に藤井の調査を依頼する。その頃、艦内では海上自衛官・笹浦洋介の左腕が発見され、自衛官たちは某国のスパイ・X（エックス）の潜入を疑い始める。
関西にいる服部平次は、若狭湾の造船場で左腕のない笹浦の溺死体を発見し、彼の死の真相を追い始める。目暮警部らも海上保安官らと共にイージス艦に合流して捜査を開始する。捜査の中で、笹浦がイージス艦のデータをXに流していたスパイであることや、藤井が自衛隊情報保全隊所属で、笹浦が関与していた情報漏洩事件を捜査していることが判明した。しかしそれでも笹浦や藤井の動向には不審な点が残っていた。
そんな中、勇気の父親が偽物だと気付いたコナンは、彼の正体がXであることを突き止める。コナンはXを追おうとするが、本物の勇気の父を人質に取られ、追跡を断念する。勇気を取り返したXだが、通りがかった蘭に勇気がXの正体を話してしまう。Xはロープを操って蘭を海に落としその場を切り抜けるも、コナンの蹴ったボールで仕留められ逮捕された。一方、関西国際空港でも、平次と大阪府警がXの協力者である工作員・竹川の逮捕に成功していた。そしてコナンは小五郎に麻酔針を撃ち、笹浦の死の真相を解明する。
事態は一件落着と思われたが、蘭がXによって海に落とされたことが判明。コナンは光彦が蘭に渡した電波時計のことを思い出し、電波の探知に成功する。それでも蘭は見つからなかったが、蘭が持っていた小五郎の金の名刺に光が反射し、無事に蘭は救助された。

## 登場人物

### レギュラーキャラクター
江戸川 コナン（えどがわ コナン）
声 - 高山みなみ
本作の主人公。本来の姿は「東の高校生探偵」として名を馳せている工藤新一だが、黒ずくめの組織に飲まされた毒薬・APTX4869の副作用で小学生の姿になっている。
毛利 蘭（もうり らん）
声 - 山崎和佳奈
本作のヒロイン。新一の幼馴染かつガールフレンドで、新一から想いは伝えられているが、まだ返事はできていない。関東大会で優勝するほどの空手の達人。
本作で方向音痴であることが判明。終盤ではスパイ・X（エックス）に空手で対抗するが海に落とされ、かつてない命の危機に晒される事となる。
毛利 小五郎（もうり こごろう）
声 - 小山力也
「眠りの小五郎」の異名で有名な私立探偵。蘭の父親でコナンの保護者。元警視庁捜査一課強行犯係の刑事。
第2作『14番目の標的』以来、15年ぶりに劇場版で「眠りの小五郎」を披露した。
本作で初登場した小五郎の金色の名刺は、以降のテレビアニメ版や劇場版などにも度々登場する。
工藤 新一（くどう しんいち）
声 - 山口勝平
コナンの本来の姿で高校生探偵。
本作では、トロピカルランドでのデートの新規シーンが描かれた。
服部 平次（はっとり へいじ）
声 - 堀川りょう
「西の高校生探偵」として有名で、新一とは「東の工藤・西の服部」と並び称されるライバルにして親友。コナンの正体を新一と知る数少ない人物の一人。
コナンから連絡を受け、和葉と共に阿笠や灰原と合流してスパイの竹川を追う。彼の逮捕直後、和葉に抱きつかれたため赤面した。
遠山 和葉（とおやま かずは）
声 - 宮村優子
平次の幼馴染かつガールフレンド。平次に好意を持っているが、互いに想いを伝えられていない。合気道部に所属しており有段者でもある。
平次と行動を共にし、竹川を追う。灰原が科学者である事を知り驚く。竹川の逮捕直後、号泣しながら平次に抱きついた。
灰原 哀（はいばら あい）
声 - 林原めぐみ
元黒の組織の一員かつAPTX4869の開発者で、コナンの正体を新一と知る数少ない人物の一人。
阿笠や平次と共に陰ながらコナンのサポートをする。竹川逮捕直後に和葉が平次を抱きついて号泣した際は耳を塞いだ。
阿笠 博士（あがさ ひろし）
声 - 緒方賢一
コナンの正体を新一と知る数少ない人物の1人で、発明家。
灰原と共に大阪での会合に出席した後、平次や和葉と合流する。本作ではコナンに電話で情報提供を行う（そのため、劇場版恒例のダジャレクイズも電話越しから出題している）。
鈴木 園子（すずき そのこ）
声 - 松井菜桜子
蘭の同級生で親友。鈴木財閥の令嬢で、蘭や新一とは幼馴染でもある。
終盤では蘭の危機に号泣し、蘭を救出した際には感涙した。
目暮 十三（めぐれ じゅうぞう）
声 - 茶風林
警視庁刑事部捜査一課強行犯捜査三係の警部。
蘭の危機を知って密かに涙ぐんだ。
吉田 歩美（よしだ あゆみ）、小嶋 元太（こじま げんた）、円谷 光彦（つぶらや みつひこ）
声 - 岩居由希子（歩美）、高木渉（元太）、大谷育江（光彦）
少年探偵団の3人。
イージス艦の体験航海に参加。光彦の持参した電波時計が蘭の命を救う事になった。
高木 渉（たかぎ わたる）
声 - 高木渉
警視庁捜査一課の刑事で巡査部長。佐藤刑事と交際中。
クライマックスで佐藤に思わず抱きつかれ、照れている。
佐藤 美和子（さとう みわこ）
声 - 湯屋敦子
警視庁捜査一課の刑事で警部補。高木刑事と交際中。
蘭の最大の危機に遭遇したが、救出成功によって高木に抱きついている。
大滝 悟郎（おおたき ごろう）
声 - 若本規夫
大阪府警捜査一課強行犯捜査係の警部。
平次と和葉の危機を救うと同時にスパイの竹川を逮捕する大活躍を見せた。
和葉が平次に抱きついているのを見た時は部下と共に、罰の悪そうな顔をしていた。
服部 平蔵（はっとり へいぞう）
声 - 小山武宏
平次の父親で大阪府警本部長。平次を上回る推理力の持ち主。
遠山 銀司郎（とおやま ぎんしろう）
声 - 小川真司
和葉の父親で大阪府警察刑事部長。平蔵とは幼馴染で、右腕として信頼を寄せられている。
綾小路 文麿（あやのこうじ ふみまろ）
声 - 置鮎龍太郎
京都府警捜査一課警部。
本作のプレストーリーとして放送されたテレビアニメ694話「消えた老舗の和菓子」にも登場する。

### オリジナルキャラクター
X（エックス）
声 - 黒田崇矢
イージス艦「ほたか」に侵入した某国の工作員。本名・国籍などは一切不明。
雨宮勇気の父親と偽り、勇気を連れ体験航海に参加。紳士的で穏やかな口調を装うが、実際は冷酷で卑劣な性格。自衛官を翻弄するほどの狡猾で頭脳明晰な工作員である。戦闘にも長け、空手の関東大会優勝経験者である蘭をして「強い」と思わしめる実力の持ち主。

#### 捜査官
藤井 七海（ふじい ななみ）
声 - 柴咲コウ
本作のキーパーソン。自衛隊情報保全隊所属。海上自衛隊一等海佐。
ミステリアスな雰囲気を漂わせる美女で、イージス艦「ほたか」に乗艦する唯一の女性自衛官。イージス艦における女性隊員の乗艦は前例がなかったためコナンに怪しまれ、笹浦一等海尉の情報漏洩事件に関する工作員の捜査のために乗艦したと明かした。「X」との戦闘に備えH&K USP拳銃を携帯している。コナンの推理力を目の当たりにし、その素性を疑問視する。
関口 誠（せきぐち まこと）
声 - 成田剣
イージス艦「ほたか」警務官。海上自衛隊一等海尉。
自衛隊の中の警察とされる警務官で、小五郎らと捜査を開始する。スパイ容疑で笹浦一等海尉を調査しており、今回のスキャンダルが外部に漏れる危険から、部外者の参加に反対していたが、小五郎に説得され捜査に協力する。
なお、通常は護衛艦に警務官は常駐しない。
倉田 正明（くらた まさあき）
声 - 松風雅也
海上保安庁・若狭海上保安部警備課所属の海上保安官。
舞鶴港近辺の警備を担当している。拳銃と警棒を所持しているため、彼が動くとカチャカチャと音が鳴る。舞鶴港に停泊している不審船を発見した関係から、海上保安庁の代表としてイージス艦に途中乗船する。
宗川 勉（むねかわ つとむ）
声 - 天田益男
海上保安庁・若狭海上保安部刑事課所属の海上保安官。倉田正明の上官。
倉田と共に「ほたか」に乗船して事件の調査に当たる。

#### 体験航海の参加者
雨宮 勇気（あまみや ゆうき）
声 - 三田ゆう子
小学生。名前の「勇気」には「勇気のある子に育ってほしい」という父親の願いが込められている。アレルギー体質のため錠剤を持ち歩いている。
Xに連れられて体験航海に参加し、1人になっていた所をコナンに声をかけられる。最初はXに脅されて真実を言えないでいたが、コナンの言葉に奮い立たされ、父親が偽物で正体はXである事を蘭に告白した。EDではその勇気ある行動を称えられ、自分に力をくれたコナンと敬礼を交わした。

#### イージス艦「ほたか」
立石 由紀夫（たていし ゆきお）
声 - 廣田行生
イージス艦「ほたか」艦長。海上自衛隊一等海佐。
正義感と統括力を兼ね備えた艦長。謎の不審船の襲来にも冷静に対応し、事態の悪化を防いだ。
当初は警視庁や海上保安庁を事件に関わらせることについて及び腰だったが、小五郎に説得され、警視庁・海上保安庁・海上自衛隊の大規模な三面体制の捜査を容認する。コナンは変声機で立石艦長の声を使って藤井一等海佐を艦長室から追い出し、情報を入手している。
副長
声 - 梅津秀行
イージス艦「ほたか」船務科の船務長兼副艦長。海上自衛隊二等海佐。
各種レーダーの運用・無線通信を担当する船務科のトップで、副艦長も兼務する。未確認潜水物体が接近してきた際に艦橋を一任され、CICから来る操艦の指示を各所に伝達する。
笹浦 洋介（ささうら ようすけ）
声 - 水内清光
若狭地方隊情報官。海上自衛隊一等海尉。
海上自衛隊の幹部だが、某国の工作員にイージス艦のデータを売り渡そうと画策していた。そのため、クラウドに保存されたデータを携帯電話でコピーして、マイクロSDで持ち歩いていた。
舞鶴港で不審船が発見された朝、旗を振って何かを伝えていた。その後、若狭湾の造船所で左腕を失った溺死体となって発見される。左腕はイージス艦「ほたか」に吸い込まれていた。また、遺体の首には赤い塗料が付着していた。
井上 文忠（いのうえ ふみただ）
声 - 幸野善之
イージス艦「ほたか」航海科航海長。海上自衛隊三等海佐。
「ほたか」の案内役を務める。寝惚けた小五郎にジョークを返すユーモアを持ち合わせている。
雨宮勇気をCIC本部へ連れて行く途中「X」に気絶させられるが、後にメガネをかけて再びCICに現れる。
佐久間 重吾（さくま じゅうご）
声 - 麻生敬太郎
イージス艦「ほたか」砲雷科の砲雷長兼戦術行動士官。海上自衛隊三等海佐。
武器などの運用を担当する砲雷科のトップで、CICの実質的な責任者。有事の際は攻撃命令を発令、平時では艦内警備の指揮を執り、CICから艦長の補佐をする。
野津原 将（のづはら まさし）
声 - 三戸耕三
イージス艦「ほたか」CIC勤務、船務科の船務士・電測員。海上自衛隊三等海尉。
中央にある対水上レーダーを担当する。小太りな体格。
岸 大和（きし やまと）
声 - 津久井教生
イージス艦「ほたか」CIC勤務、船務科の船務士・電測員。海上自衛隊二等海尉。
眼鏡をかけており、野津原と共に対水上レーダーを担当している。
丸山 一（まるやま はじめ）
声 - 松本大
イージス艦「ほたか」CIC勤務、船務科の通信士。海上自衛隊二等海尉。
全艦放送で各員に指示を伝える他、舞鶴基地やSH-60Kとの通信も行っている。
的場 章（まとば あきら）
声 - 鳥海勝美
イージス艦「ほたか」CIC勤務、船務科の船務士・電測員。海上自衛隊三等海尉。ソナーを担当し、味方に属さない潜水物を探知する。
味谷 勇作（あじたに ゆうさく）
声 - 土田大
イージス艦「ほたか」CIC勤務、船務科の船務士・電測員。海上自衛隊三等海尉。
電波探知装置を担当。また、送られてきた監視カメラの映像を解析して竹川を発見した。
畑 宗徳（はた むねのり）
声 - 西前忠久
イージス艦「ほたか」CIC勤務。船務科の船務士・電測員。海上自衛隊三等海尉。
接近する不審な潜水物に対して発光信号弾の発射を行う。
我孫子 勇治（あびこ ゆうじ）
声 - 毛利ケンイチ
イージス艦「ほたか」体験航海中の艦内警備担当、砲雷科の運用員。海上自衛隊三等海尉。
渡辺三尉と衛星電波が探知された場所を調査するため、特別許可でニューナンブM60拳銃を携帯している。
渡辺 隼人（わたなべ はやと）
声 - 鈴木清信
イージス艦「ほたか」体験航海中の艦内警備担当、砲雷科の運用員。海上自衛隊三等海尉。
我孫子三尉と共にニューナンブM60拳銃を携帯して衛星電波の調査に当たる。
沢村 啓太（さわむら けいた）
声 - 蓮池龍三
イージス艦「ほたか」機関科の機関士。海上自衛隊三等海尉。
機関整備担当で、幹部自衛官で最初に事件を知る。
電子音声
声 - 甲斐田裕子
イージス艦「ほたか」に設置されている電子音声。

#### その他のキャラクター
竹川（たけかわ）
声 - 宗矢樹頼
Xと同じ国の工作員。竹川は潜入中の偽名。
休眠会社を利用して日本に潜入している。笹浦からイージス艦の情報を受け取り、Xと共有していた。サイレンサー付きのベレッタ 92拳銃を携帯する。
東京から京都へ入り、京阪電車で淀屋橋へ移動し、関西国際空港へ向かう。
車折（くるまざき）
声 - 沢木郁也
京都府警捜査一課刑事。綾小路警部の部下でイージス艦にも随行。
本作のプレストーリーである「消えた老舗の和菓子」にも登場した。

## スタッフ
- 原作 - 青山剛昌
- 監督・絵コンテ・演出 - 静野孔文
- 監修 - 山本泰一郎
- 脚本 - 櫻井武晴
- 製作 - 都築伸一郎、小石川伸哉、城朋子、斎藤裕、新坂純一、吉田力雄
- 絵コンテ協力 - 寺岡巌、平野俊貴、西森章
- 演出 - 永岡智佳、古田丈司、伊藤真朱
- キャラクターデザイン・総作画監督 - 須藤昌朋
- デザインワークス - 本橋秀之
- 作画監督 - 牟田清司、清水義治、野武洋行、かわむらあきお、大島美和、石川晋吾、八崎健二
- エフェクト作画監督 - 堀内博之、寺岡巌
- 作画監督補佐 - 岩井伸之、橋本正則
- 美術監督 - 渋谷幸弘
- 美術監督補 - 福島孝喜
- 色彩設計 - 加藤里恵
- 撮影監督 - 西山仁
- 3D CGI ディレクター - 後藤優一
- 編集 - 岡田輝満
- 音響監督 - 浦上靖夫、浦上慶子
- 音響効果 - 横山正和、横山亜紀
- 音楽 - 大野克夫
- ストーリーエディター - 飯岡順一
- アシスタントプロデューサー - 米倉功人
- プロデューサー - 諏訪道彦、浅井認、石山桂一
- アニメーション制作 - TMS/V1 Studio
- 製作 - 「名探偵コナン」製作委員会（小学館、讀賣テレビ放送、日本テレビ放送網、小学館集英社プロダクション、東宝、トムス・エンタテインメント）
- 協力 - 防衛省、海上自衛隊
- 配給 - 東宝

## 音楽

### 主題歌
斉藤和義「ワンモアタイム」
作詞・作曲・編曲 - 斉藤和義

### サウンドトラック

#### 収録曲
1. 胎動
2. 神のクイズ
3. 水面
4. ゆけゆけイージス艦1
5. のんびり船
6. 名探偵コナン メイン・テーマ (絶海の探偵ヴァージョン)
7. Spy Ship
8. 船上サスペンスA
9. 廃棄船
10. アクセント1
11. ゆけゆけイージス艦2
12. ブルーな疑惑
13. 小五郎の名刺
14. キラリ1
15. ツーショット1
16. 対立1
17. 船上サスペンスB
18. ゆるやかな波1
19. 展開A
20. アクセント2
21. 展開B
22. ルックアラウンド
23. ツーショット2
24. 展開C
25. 波紋
26. 船上サスペンスC
27. アクセント3
28. 甘い疑惑
29. 展開D
30. チェーンウェイブ
31. 対立2
32. 融合
33. アクセント4
34. 展開E
35. 不審船
36. 船上サスペンスD
37. キラリ2
38. 船上サスペンスE
39. 夜の海A~展開F
40. アクセント5
41. 幼いとまどい
42. 船上サスペンスF
43. コンカン
44. 夜の海B
45. 船上サスペンスG
46. 決意
47. クライシス1
48. クライシス2
49. アクセント6
50. アクセント7
51. エスケイプ
52. 船上サスペンスH
53. キリキリ舞い
54. 船上サスペンスI
55. 迷いの海
56. 海上推理
57. 展開G
58. ザ推理ショー
59. 船上サスペンスJ
60. アクセント8
61. アクセント9
62. ゆるやかな波2
63. 落着
64. ありえない出来事
65. 波切るイージス艦
66. 悲しい予測
67. 海の境界
68. 集中
69. トゥギャザー
70. 回転木馬
71. 海に叫ぶ
72. 細い糸
73. ありがとう
74. ケースクローズド
75. アイリス

## 映像ソフト
- DVD - 2013年11月27日発売（初回生産限定盤・同日発売）[14]
- BD - 2013年11月27日発売（初回生産限定盤・同日発売）[15]

## プロモーション
2013年3月より、SCRAP主催の参加型ゲームイベントとして人気を博するリアル脱出ゲームとのコラボイベントが開催された。本作以降、当コラボイベントは毎年実施されるようになった。
セブン-イレブンとのキャンペーン・タイアップでは、新規のアニメーションによるテレビCMが制作・放送された。
2013年4月6日と4月13日のテレビアニメでは、今作の題材である『船』にちなみ「豪華客船連続殺人事件（前編・後編）」がデジタルリマスターで放送された。
2013年4月9日には、海上自衛隊の協力で護衛艦「さみだれ」上でヒット祈願セレモニーが行われた。
2013年4月11日からは、公開記念特番「容疑者・柴咲コウとイージス艦の秘密に迫る!!」が各局で随時放送された。

## 興行成績
全国344スクリーンで公開され、2013年4月20日と21日の初日2日間で観客動員数56万5,914人、興行収入6億7,154万8,700円となった。これは最終興行収入32億9,000万円の『11人目のストライカー』との初動興行収入の対比で100.6%に及び、興行通信社の調査による映画観客動員ランキングでは初登場第1位となった。また、ぴあの調査による初日満足度ランキングでは、91.6ポイントを獲得して第1位となった。
その後も4週連続で第1位を記録し、4週連続で第1位・9週連続トップ10はいずれもコナン映画作品で初である。公開第8週目には『漆黒の追跡者』の最終興行収入35億円を上回り、当時のコナン映画シリーズ最高興収記録を更新した。最終興行収入は当時シリーズ最高となる36億3,000万円、観客動員数も約300万人を記録した。

## テレビ放送
| 回数 | 番組名（放送枠名） | 放送形態 | 放送日        | 放送時間（JST） | 放送分数 | 平均世帯視聴率 | 備考                                                   |
| ---- | ------------------ | -------- | ------------- | --------------- | -------- | -------------- | ------------------------------------------------------ |
| 1    | 金曜ロードSHOW!    |          | 2014年4月18日 | 21:00-22:54     | 114分    | 13.6%          | 『異次元の狙撃手』の公開を記念してテレビ初放送された。 |